# Graxaim-do-mato
Graxaim-do-mato, cachorro-do-mato, raposa, lobinho, lobete, rabo-fofo, guancito, fusquinho ou mata-virgem (nome científico: Cerdocyon thous) é uma espécie de canídeo endêmico da América do Sul. Habita as regiões costeiras e montanhosas, adaptando-se a altitudes até 3 000 metros acima do nível do mar. Três, das suas seis subespécies, podem ser encontradas no Brasil, sendo elas: C. t. entrerianus, encontrada no sul e sudeste do Brasil; C. t. azarae, no sudeste e centro-oeste e C. t. thous, no nordeste e norte.

## Etimologia e vernáculos
O zoônimo graxaim, que se configura como síncope de guaraxaim, e que também pode ser grafada aguaraxaim, advém do tupi awaraxaí ou agwaraxa'i. Para além deste, é ainda conhecido como: raposa, lobinho, lobete, rabo-fofo, guancito, fusquinho ou mata-virgem em português; crab-eating fox, crab-eating zorro, common zorro e savannah zorro em inglês; zorro de patas negras, zorro cangrejero, perro de monte, lobo, zorro de monte, zorro perro, zorro común e zorro perruno em espanhol; ùkʷà em guató; maatusés (feminino) e nomaatusés (masculino) em chiquitano; mammtxí em iranxe; uazalô em pareci; e darija-tʃũhũi em cuazá.

## Subespécies
São reconhecidas seis subespécies:
- C. t. thous Lineu, 1766 – Brasil, Guiana, Guiana Francesa e Suriname;[4][15]
- C. t. aquilus Bangs, 1898 – Colômbia, Venezuela e Suriname;[16]
- C. t. azarae Wied-Neuwied, 1824 – Brasil;[4][17]
- C. t. entrerianus Burmeister, 1861 – Brasil;[4][18]
- C. t. germanus G. M. Allen, 1923 – Brasil, Uruguai, Bolívia, Paraguai e Argentina;[19]
- C. t. soudanicus Thomas, 1903.[20]

## Descrição

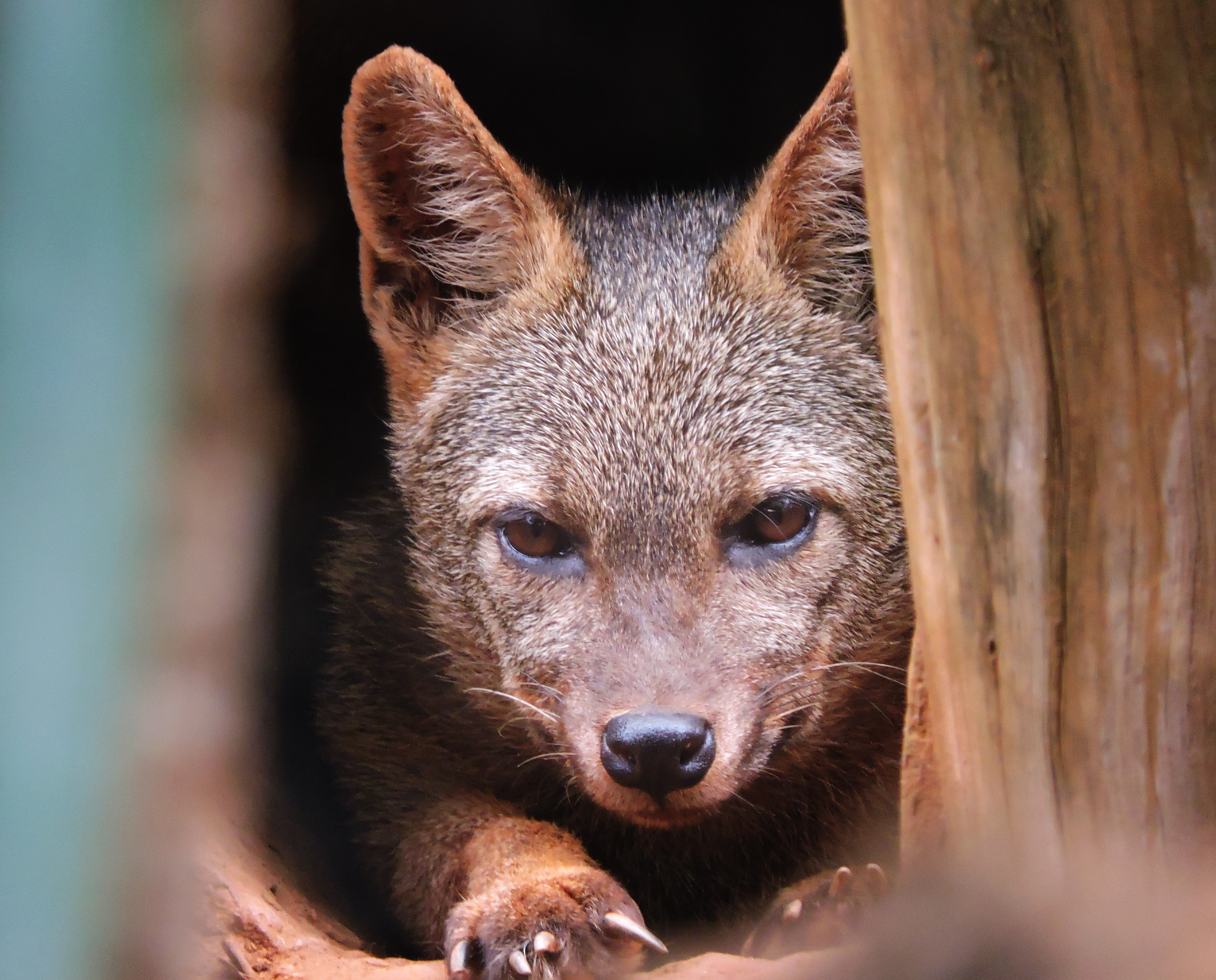
Graxaim-do-mato

O graxaim-do-mato possui uma coloração variável, exibindo uma pelagem predominantemente marrom-acinzentada, com áreas vermelhas no rosto e nas pernas, e orelhas e cauda de ponta preta. Possui pernas curtas e fortes e sua cauda é longa e espessa. Pode atingir um peso adulto de 4,5 a 7,7 quilos. O comprimento médio da cabeça e do corpo é de 64,3 centímetros e o comprimento médio da cauda é de 28,5 centímetros.
A pelagem é curta e grossa. Possuem patas escuras e orelhas arredondadas, medianas e escuras nas pontas. Focinho comprido e moderadamente estreito. É uma espécie que não apresenta dimorfismo sexual. É uma espécie considerada noturna, abrigando-se em ocos de árvores e tocas durante o dia. Os esconderijos e tocas geralmente são encontrados em arbustos e na grama espessa. Apesar de serem capazes de abrir túneis, preferem utilizar as tocas de outros animais. Os métodos de caça são adaptados ao tipo de presa. Vários sons característicos são emitidos pelo graxaim-do-mato, como latidos, zumbidos e uivos, que ocorrem frequentemente quando os pares perdem o contato um com o outro. O graxaim-do-mato cria equipes monogâmicas para a caça; grupos de vários pares monogâmicos podem se formar durante a estação reprodutiva. O territorialismo foi notado durante a estação seca; durante a estação das chuvas, quando há mais comida, prestam menos atenção ao território.

## Distribuição e habitat
Cerdocyon thous é uma espécie de ampla distribuição na América do Sul. Ocorre no norte da Colômbia, na Venezuela, na maior parte do Brasil (com exceção de parte da Amazônia), em todo o Paraguai, no norte da Argentina, em quase todo o Uruguai, e na Bolívia a leste dos Andes (até 2 000 metros de altitude), sendo pouco registrados em Suriname e Guiana. Recentemente a espécie foi registrada pela primeira vez no Panamá. Na Amazônia, suas localizações são nordeste do rio Amazonas e rio Negro, sudeste do rio Amazonas e Araguaia. Na Bolívia, é encontrado ao sul do rio Beni.

## Dieta
É um animal onívoro e oportunista. Sua dieta inclui frutos (sendo considerado um dispersor de sementes), ovos; artrópodes; anfíbios; répteis;  mamíferos de pequeno porte; crustáceos; e carcaças de animais mortos. Quando em estação chuvosa, esses animais alimentam-se majoritariamente de frutos e insetos, ao passo que em estações secas consomem pequenos mamíferos, como por exemplo roedores. Alimenta-se de frutos da embaúba, figueira, baguaçu, entre outros. Podem ser observados nas margens de estradas, onde procuram restos de animais atropelados e, por isso, são também vítimas de atropelamentos.

## Papéis no ecossistema
Em diversos biomas os indivíduos da espécie Cerdocyon thous, possuem uma atividade bastante importante para o ambiente, como a dispersão de sementes de plantas nativas, especialmente na Caatinga. Dessa forma, contribuem para a manutenção da flora da região e também a recuperação de áreas afetadas.

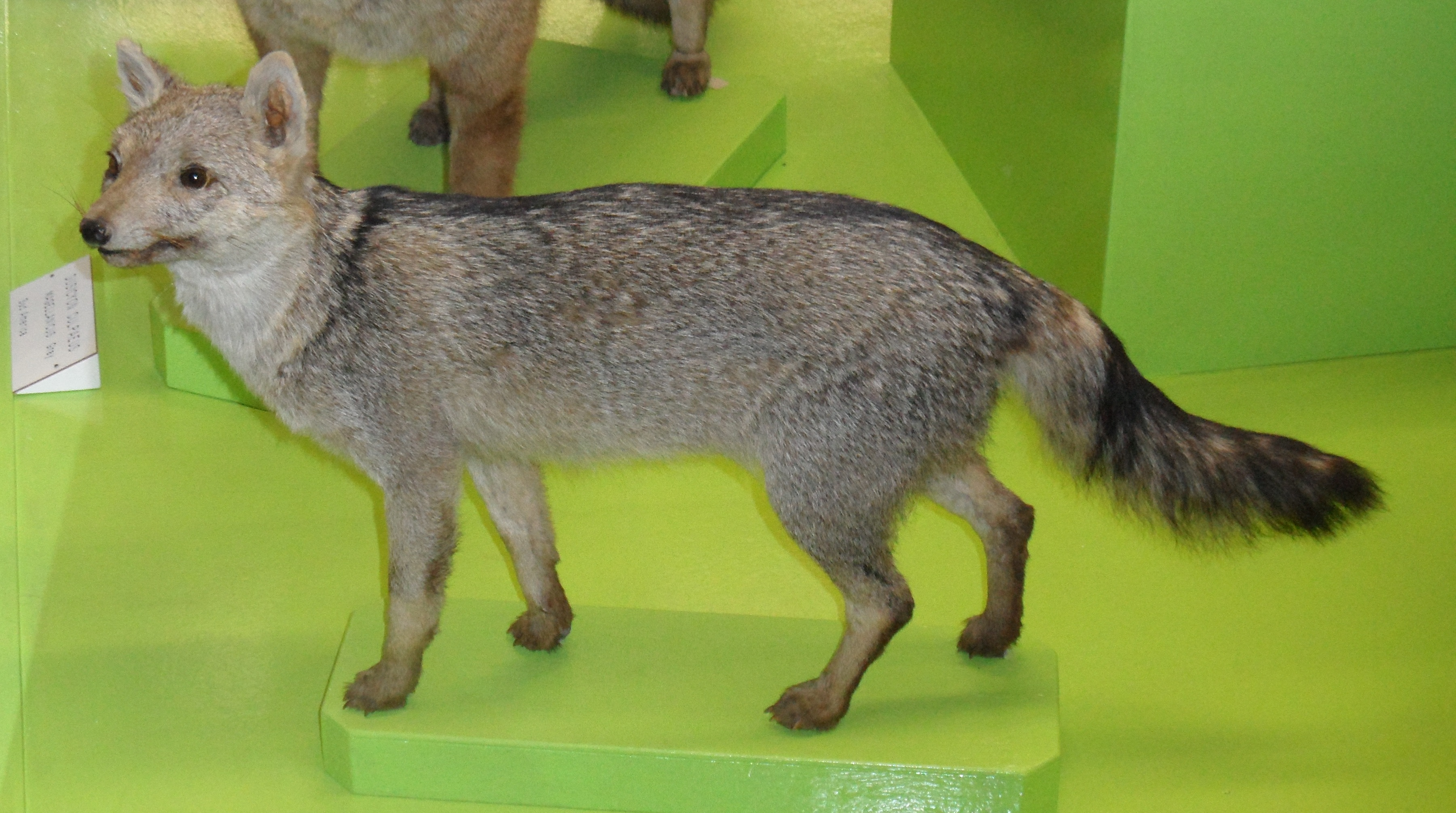
Um indivíduo empalhado no Museu de História Natural de Gênova

## Reprodução
Cachorros-do-mato são monogâmicos, com possíveis picos reprodutivos em novembro ou dezembro. As fêmeas dessa espécie concebem uma ou duas vezes a cada ano. Têm uma gestação de 52 a 59 dias, onde dão à luz entre três e seis filhotes por ninhada. Ao nascer, os filhotes pesam entre 120 e 160 gramas, sem dentes e com os olhos fechados. Os olhos dos recém-nascidos abrem aos 14 dias e começam a digerir alimentos sólidos aos 30 dias. Os filhotes são desmamados aos 90 dias. A maturidade sexual da espécie Cerdocyon thous ocorre a partir dos nove meses de idade. O macho da espécie costuma levar o alimento às fêmeas lactantes ou grávidas.

## Conservação

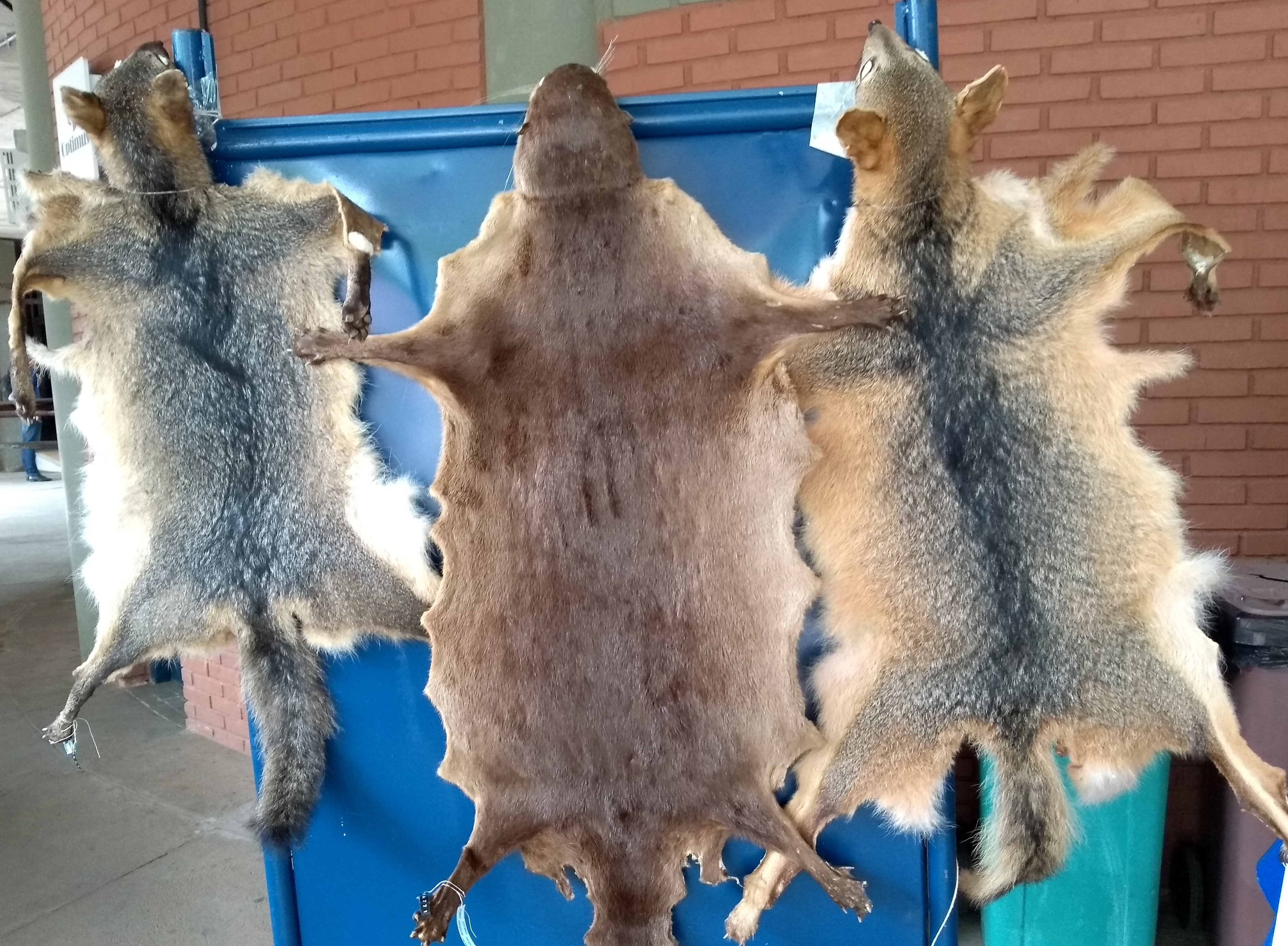
Exemplares do Centro Mastozoológico da Universidade Estadual de Santa Cruz; graxaim-do-mato fêmea à esquerda, lontra no centro e graxaim-do-mato macho à direita

A principal ameaça às populações de cachorros-do-mato, embora localizada, é de infecção patogênica disseminada de cães domésticos. Não há legislação de proteção específica para esta espécie em nenhum país, embora a caça de animais selvagens seja oficialmente proibida na maioria dos países, Porém consta no apêndice II da Convenção sobre o Comércio Internacional das Espécies da Fauna e da Flora Silvestres Ameaçadas de Extinção (CITES). Há poucas evidências de que a espécie possui impacto significativo na predação do rebanho local, no entanto, o animal costuma ser abatido por fazendeiros e pecuaristas locais. Outros fatores como atropelamento e envenenamento também contribuem para o desaparecimento da espécie; é uma das espécies de mamíferos mais atropeladas em todo o Brasil.
Mesmo sendo uma espécie bastante comum, existem poucos trabalhos envolvendo a sua ecologia atualmente no Brasil. É uma espécie considerada Menos Preocupante (LC) a nível de conservação pela União Internacional para a Conservação da Natureza (UICN) por ser habitual em sua faixa de distribuição e possuir populações estáveis, mesmo não havendo estimativas exatas sobre seus números na natureza. Não se encontra na lista de espécies ameaçadas dos estados do Paraná, Santa Catarina, Rio Grande do Sul ou São Paulo, mas pode ser encontrada na Lista Vermelha da Bahia. O animal não é protegido por algum tipo de lei específica.

## Contato humano
O Graxaim-do-mato é uma espécie relativamente parecida com outros canídeos, dessa forma, podem assim ser confundidas. Há relatos de domesticação, sendo um deles ocorrido em Cruzeiro do Oeste (PR). A criação ilegal de animais silvestres pode transmitir aos humanos várias doenças como: raiva e leptospirose; além de ser um crime ambiental. Essa atividade requer a autorização do órgão competente Instituto Brasileiro do Meio Ambiente e dos Recursos Naturais Renováveis (IBAMA), no Brasil.